# شارلوت مکلنبورگ-شترلیتس
شارلوت مکلنبورگ-شترلیتس (انگلیسی: Charlotte of Mecklenburg-Strelitz، سوفیا شارلوت؛ ۱۹ مه ۱۷۴۴ – ۱۷ نوامبر ۱۸۱۸) همسر پادشاه جرج سوم و ملکه بریتانیا و ایرلند بود. از زمان ازدواجشان در ۸ سپتامبر ۱۷۶۱ تا زمان مرگش در ۱۸۱۸ به عنوان ملکه در کنار او بود. با تصویب قانون اتحادیه در ۱۸۰۰، بریتانیای کبیر و ایرلند به پادشاهی متحد بریتانیای کبیر و ایرلند تبدیل شدند. شارلوت علاوه بر ملکه بریتانیا، تا زمانی که در ۱۲ اکتبر ۱۸۱۴ ملکه هانوفر شد، انتخابگرنشین هانوفر نیز بود. شارلوت دارای طولانی‌ترین دورهٔ ملکه همسر بریتانیا بود و به مدت ۵۰ سال و ۷۰ روز خدمت کرد.

## برای مطالعهٔ بیشتر
- Drinkuth, Friederike (2011). Queen Charlotte. A Princess from Mecklenburg-Strelitz ascends the Throne of England. Thomas Helms Verlag Schwerin. ISBN 978-3-940207-79-1.
- Hedley, Olwen (1975). Queen Charlotte. J Murray. ISBN 0-7195-3104-7.
- Kassler, Michael, ed. (2015). "The Diary of Queen Charlotte, 1789 and 1794". Memoirs of the Court of George III. Vol. 4. London: Pickering & Chatto. ISBN 978-1-84893-469-6.
- Kassler, Michael (2019). "Queen Charlotte's 1789 Account Book". Eighteenth-Century Life. 43 (3): 86–100. doi:10.1215/00982601-7725749. S2CID 208688081.
- Sedgwick, Romney (June 1960). "The Marriage of George III". History Today. Vol. 10, no. 6. pp. 371–377.